# Il voodoo dei morti viventi
Il voodoo dei morti viventi è un film del 1971 diretto da Del Tenney.

## Produzione
Prodotto dalla Del Tenny Productions, peraltro non accreditata nei titoli, il film è stato realizzato con un cast ed una troupe composti principalmente da residenti degli stati in cui è stato girato. Sebbene ambientato su un'isola dei Caraibi, il film è stato girato a Miami Beach e Key Biscayne, Florida.
Prodotto con un budget di 120.000 dollari, il film venne girato interamente nel 1964 con il titolo Caribbean Adventure per nascondere ai potenziali investitori il fatto che si trattasse di un film di zombie.
Il critico cinematografico accademico Peter Dendle rileva diversi problemi nella fase di produzione del film. Scrive che "Tutti gli aspetti della scrittura, della messa in scena e dei dialoghi sono irrimediabilmente artificiosi". E per quanto riguarda gli zombie stessi, afferma che "il trucco consiste in uno strato di gesso sul viso e sul collo (che a quanto pare non riflette la decomposizione, dato che appare così rapidamente)" e cita James O'Neill che si riferisce a loro nel suo libro Terror on Tape come "zombi con gli occhi sporgenti e la faccia sporca".
L'intento originale di Tenney era di distribuire il film, allora noto col titolo Zombies, in doppia programmazione con Frankenstein Meets the Space Monster. Il film non trovò però un distributore e rimase inedito per sei anni. Nel 1971 il distributore Jerry Gross acquistò il film  per 40.000 dollari e gli cambiò il titolo in I Eat Your Skin per distribuirlo insieme a I Drink Your Blood.

## Distribuzione
Il film debuttò a Los Angeles il 5 maggio 1971. Fu distribuito dalla Cinemation Industries nei cinema drive-in insieme a I Drink Your Blood in un doppio spettacolo "obbligatorio"; vale a dire che i proprietari dei cinema erano tenuti a mostrare entrambi i film in un doppio spettacolo. I trailer del doppio spettacolo mostravano solo le riprese di "Blood" e non facevano menzione del fatto che fosse stato girato in bianco e nero.
In Italia il film venne distribuito solamente in DVD nel 2018 dalla Home Movies in lingua originale con sottotitoli in italiano.

## Critica
Una lamentela sollevata dai recensori è che, nonostante il titolo I Eat Your Skin, durante il film non viene mangiata nessuna pelle.
Nella sua The Zombie Movie Encyclopedia, Dendle scrive: "Non importa il titolo - questo è il massimo dell'horror leggero." Ma prosegue dicendo che anche I Eat Your Skin ha i suoi momenti positivi. Per esempio, "In una scena anomala e creativa, uno zombie fa esplodere l'aereo dei protagonisti urtando casualmente l'elica mentre tiene in mano una scatola di esplosivo - uno zombie kamikaze."
Nei suoi libri, il critico cinematografico e psicometrista Bryan Senn osservò che "Anche nel 1964, girare un film horror in bianco e nero e aspettarsi di trovare un distributore decente era un atto di puro ottimismo". Senn aggiunse che, quando a Tenney fu chiesto in un'intervista cosa pensasse diI Eat Your Skin, lui "ammise ridendo: 'Non mi è piaciuto molto; l'ho trovato un po' sciocco.'"